# Pelouses et fruticées de la Côte oxfordienne de Bologne à Latrecey
Pelouses et fruticées de la Côte oxfordienne de Bologne à Latrecey este o arie protejată (sit de importanță comunitară — SCI) din Franța întinsă pe o suprafață de 669 ha, integral pe uscat.

## Localizare
Centrul sitului Pelouses et fruticées de la Côte oxfordienne de Bologne à Latrecey este situat la coordonatele 47°59′32″N 4°49′55″E / 47.99222°N 4.83194°E.

## Înființare
Situl Pelouses et fruticées de la Côte oxfordienne de Bologne à Latrecey a fost declarat arie specială de conservare în baza directivei 92/43 din 1992 referitoare la conservarea habitatelor naturale și a faunei și florei sălbatice pentru a proteja 2 specii de animale.

## Biodiversitate
Situată în ecoregiunea continentală, aria protejată conține 8 habitate naturale: Grohotișuri medio-europene calcaroase, de la nivel colinar și montan, Formațiuni de Juniperus communis pe lande sau pajiști calcaroase, Pajiști carstice calcaroase sau bazofile, de Alysso-Sedion albi, Ape puternic oligomezotrofe cu vegetație bentonică cu Chara spp., Păduri de fag din Europa Centrală dezvoltate pe sol calcaros cu Cephalanthero-Fagion, Pajiști uscate seminaturale și facies de acoperire cu tufișuri pe substraturi calcaroase (Festuco-Brometalia) (* situri importante pentru orhidee), Păduri de fag Asperulo-Fagetum, Pajiști cu Molinia pe soluri calcaroase, turboase sau argilos-nămoloase (Molinion caeruleae).
La baza desemnării sitului se află mai multe specii protejate de  nevertebrate (2): fluturele auriu (Euphydryas aurinia), fluturele purpuriu (Lycaena dispar).
Pe lângă speciile protejate, pe teritoriul sitului au mai fost identificate 8 specii de plante, 5 specii de păsări, 2 specii de nevertebrate, 4 specii de reptile.